# Liste der Biografien/Hern
Liste der Biografien |
Portal Biografien |
Personensuche
# |
A |
B |
C |
D |
E |
F |
G |
H |
I |
J |
K |
L |
M |
N |
O |
P |
Q |
R |
S |
T |
U |
V |
W |
X |
Y |
Z |
?
 
Ha |
Hd |
He |
Hi |
Hj |
Hk |
Hl |
Hm |
Hn |
Ho |
Hr |
Hs |
Ht |
Hu |
Hv |
Hw |
Hy
 
Hea |
Heb |
Hec |
Hed |
Hee |
Hef |
Heg |
Heh |
Hei |
Hej |
Hek |
Hel |
Hem |
Hen |
Heo |
Hep |
Heq |
Her |
Hes |
Het |
Heu |
Hev |
Hew |
Hex |
Hey |
Hez
 
Hera |
Herb |
Herc |
Herd |
Here |
Herf |
Herg |
Herh |
Heri |
Herj |
Herk |
Herl |
Herm |
Hern |
Hero |
Herp |
Herq |
Herr |
Hers |
Hert |
Heru |
Herv |
Herw |
Herx |
Hery |
Herz
Die Liste der Biografien führt alle Personen auf, die in der deutschsprachigen Wikipedia einen Artikel haben. Dieses ist eine Teilliste mit 282 Einträgen von Personen, deren Namen mit den Buchstaben „Hern“ beginnt.

## Hern
- Hern, Kevin (* 1961), US-amerikanischer Geschäftsmann und Politiker
- Hern, Tom (* 1984), neuseeländischer Schauspieler und Filmproduzent

### Herna
- Hernádi, Gyula (1926–2005), ungarischer Schriftsteller und Drehbuchautor
- Hernadi, Thomas (* 1963), deutscher Drehbuchautor
- Hernádi, Vilmos (1917–1988), ungarischer Fußballschiedsrichter
- Hernaez, Pedro (1899–1978), philippinischer Politiker, Rechtsanwalt und Unternehmer
- Hernalsteen, Maria (1901–1986), belgische Zeugin Jehovas und Opfer des Nationalsozialismus
- Hernandes, Clodovil (1937–2009), brasilianischer Modedesigner, Moderator, Politiker
- Hernandez (* 1973), US-amerikanischer Wrestler
- Hernández Acevedo, Juan († 1894), mexikanischer Flötist und Komponist
- Hernández Arancibia, José, kubanischer Radrennfahrer
- Hernández Aristu, Jesús (* 1943), spanischer Sozialwissenschaftler, Supervisor und Hochschullehrer
- Hernández Armenteros, Enrique (1918–2017), kubanischer oberster Santería-Geistlicher
- Hernández Arnedo, Francisco Javier (* 1941), spanischer Ordensgeistlicher, emeritierter römisch-katholischer Bischof von Tianguá
- Hernández Ayala, Roberto (* 1967), mexikanischer Fußballspieler und -trainer
- Hernández Baguer, Grizel (* 1957), kubanische Musikwissenschaftlerin
- Hernández Cabrera, Vicente (* 1991), spanischer Triathlet
- Hernández Cantarero, Pedro (* 1954), nicaraguanischer Ordensgeistlicher, Apostolischer Vikar von Darién
- Hernández Colón, Rafael (1936–2019), puerto-ricanischer Politiker
- Hernández de Alba, Gregorio (1904–1973), kolumbianischer Archäologe und Ethnologe

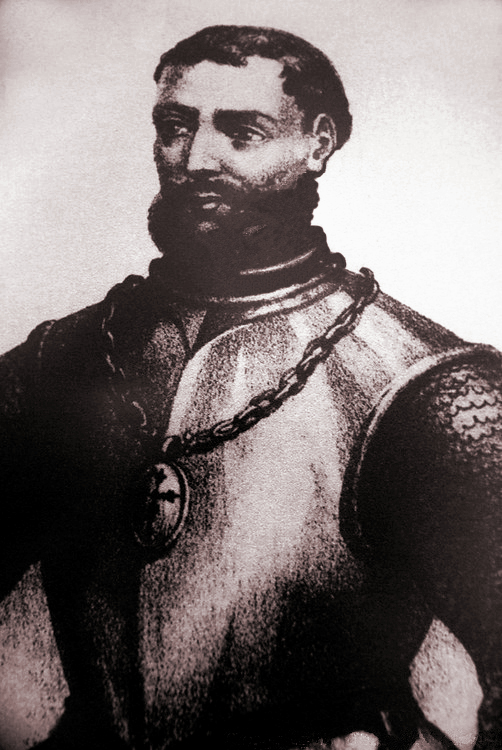
Francisco Hernández de Córdoba († 1517)

- Hernández de Córdoba, Francisco († 1517), spanischer KonquistadorFrancisco Hernández de Córdoba († 1517)
- Hernández de Córdoba, Francisco († 1526), spanischer Konquistador
- Hernandez de Toledo, Francisco (1514–1587), spanischer Arzt
- Hernández Ezpitia, Héctor (* 1973), mexikanischer Fußballspieler
- Hernández Gallegos, Antonio (1912–1973), mexikanischer Geistlicher, römisch-katholischer Bischof von Tabasco
- Hernández González, José María (1927–2015), mexikanischer Geistlicher, Altbischof von Netzahualcóyotl
- Hernández Gonzalo, Gisela (1912–1971), kubanische Musikwissenschaftlerin und Komponistin
- Hernández Hernández, Alejandro (* 1982), spanischer Fußballschiedsrichter
- Hernández Hurtado, Adolfo (1920–2004), mexikanischer römisch-katholischer Geistlicher, Weihbischof in Guadalajara
- Hernández i Sanz, Francesc (1863–1949), menorquinischer Historiker, Bibliothekar, Autor
- Hernández Marín, Rafael (1892–1965), puerto-ricanischer Komponist
- Hernández Marrero, Héctor (* 1995), spanischer Fußballspieler
- Hernández Martínez, Maximiliano (1882–1966), Präsident von El Salvador
- Hernández Martinez, Yoenli (* 1997), kubanischer Boxer
- Hernández Medina, Guillermo (* 1971), mexikanischer Fußballspieler
- Hernández Moncada, Eduardo (1899–1995), mexikanischer Komponist, Pianist und Dirigent
- Hernández Morejón, Yordan Alain (* 1996), bulgarisch-kubanischer Amateur-Boxer
- Hernández Navarro, Agustín (1924–2022), mexikanischer Architekt und Bildhauer
- Hernández Onna, Román (1949–2021), kubanischer Schachspieler
- Hernández Palacios, Antonio (1921–2000), spanischer Comiczeichner
- Hernández Pat, Rafael, mexikanischer Fußballspieler
- Hernández Peña, Vicente Ramón (1935–2018), venezolanischer Geistlicher, römisch-katholischer Bischof von Trujillo
- Hernández Pineda, Francisco (1927–2011), mexikanischer Fußballspieler
- Hernández Ramírez, Juan (* 1965), mexikanischer Fußballspieler
- Hernández Rivera, Enrique Manuel (* 1938), puerto-ricanischer Geistlicher, emeritierter Bischof von Caguas
- Hernández Rivera, Pablo (* 1991), puerto-ricanischer PolitikerPablo Hernández Rivera (* 1991)

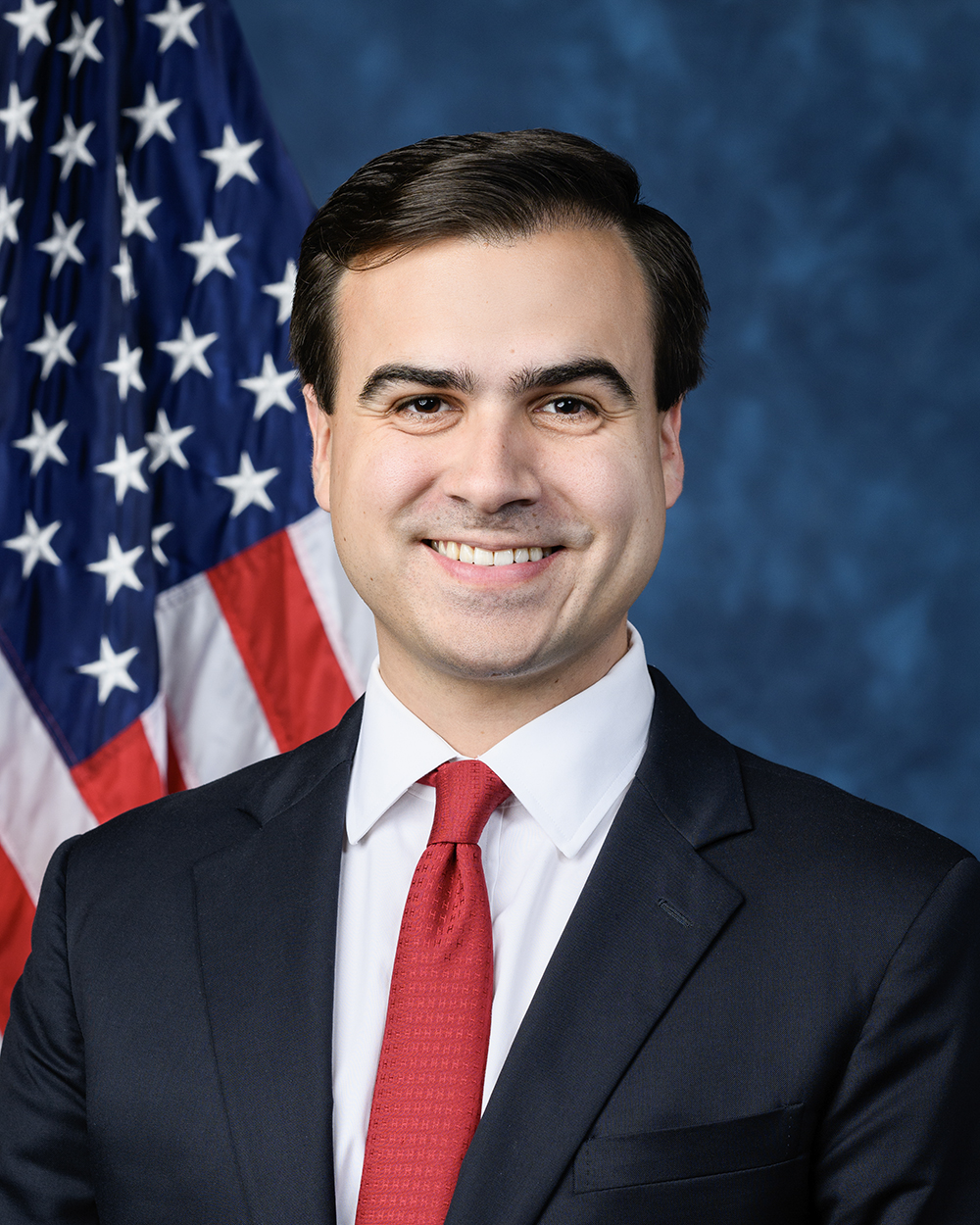
Pablo Hernández Rivera (* 1991)

- Hernández Rodríguez, Marcelino (* 1946), mexikanischer Geistlicher, emeritierter römisch-katholischer Bischof von Colima
- Hernández Rueda, Lupo (1930–2017), dominikanischer Lyriker, Essayist, Jurist und Hochschullehrer
- Hernández Ruiz, Juan de Dios (* 1948), kubanischer Geistlicher, römisch-katholischer Bischof von Pinar del Río
- Hernández Sánchez, Guillermo (* 1942), mexikanischer Fußballspieler
- Hernández Sánchez, Rubén (* 1968), mexikanischer Fußballspieler und -trainer
- Hernández Sánchez, Silvia (* 1976), costa-ricanische Wirtschaftswissenschaftlerin und Politikerin
- Hernández Santana, Carlos Manuel (* 1976), mexikanischer Radrennfahrer
- Hernández Selva, Laura (* 1997), spanische Handballspielerin
- Hernández Serrador, Ainhoa (* 1994), spanische Handballspielerin
- Hernández Sierra, Juan (* 1969), kubanischer Boxer
- Hernández Sola, Eusebio Ignacio (* 1944), spanischer Ordensgeistlicher, emeritierter römisch-katholischer Bischof von Tarazona
- Hernández Urbán, Miguel (1936–2017), mexikanischer Bildhauer und Maler
- Hernández Uscanga, Ismael (* 1990), mexikanischer Pentathlet
- Hernández Xochitiotzin, Desiderio (1922–2007), mexikanischer Maler
- Hernández y Rodríguez, Antonio (1864–1926), mexikanischer Geistlicher, römisch-katholischer Bischof von Tabasco
- Hernández Zulueta, Ángel (* 1995), kubanischer und portugiesischer Handballspieler
- Hernandez, Aaron (1989–2017), US-amerikanischer American-Football-SpielerAaron Hernandez (1989–2017)

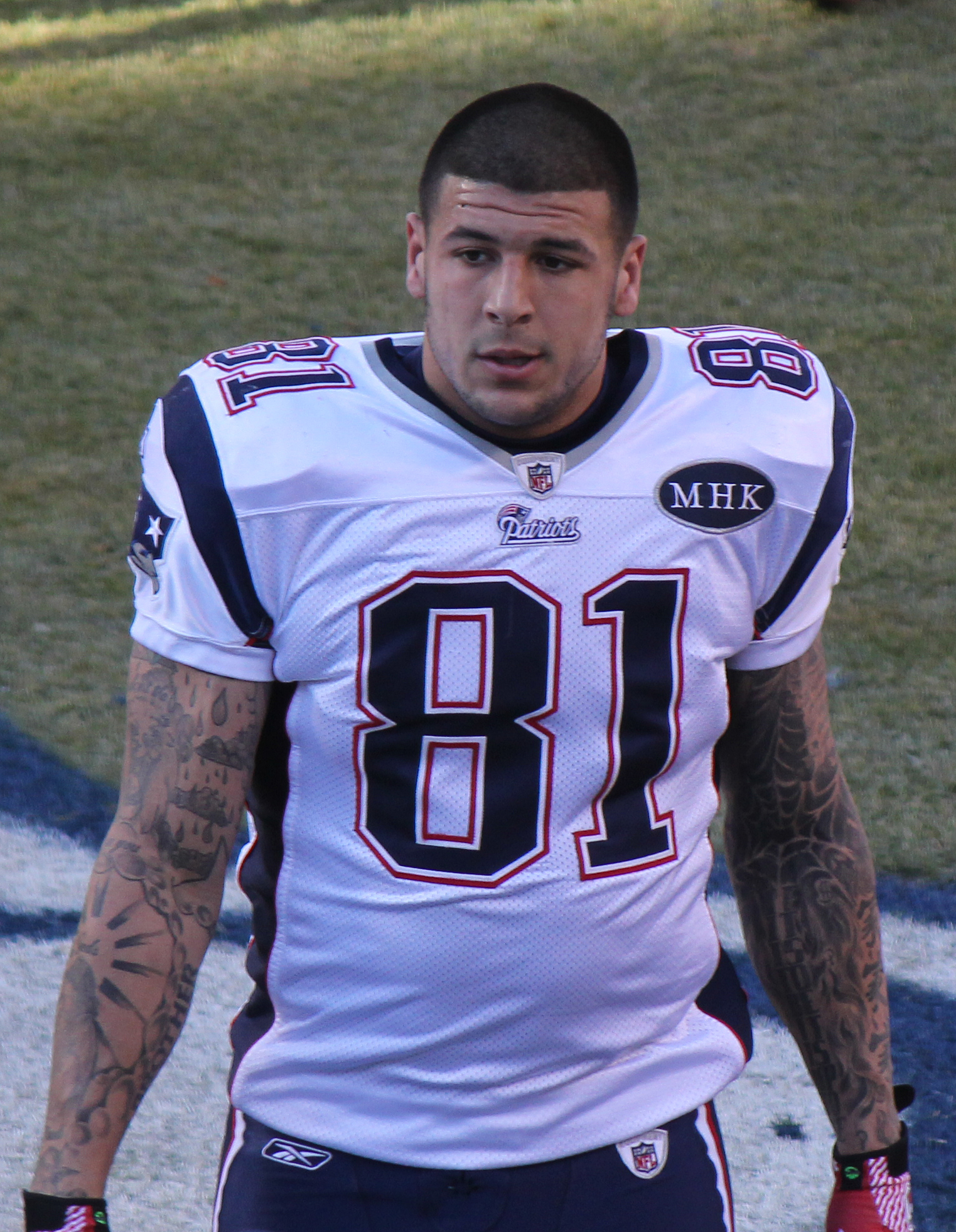
Aaron Hernandez (1989–2017)

- Hernández, Aarón (* 2000), salvadorianischer Mittelstreckenläufer
- Hernández, Abel (* 1990), uruguayischer Fußballspieler
- Hernández, Adrián (* 1986), mexikanischer Boxer im Halbfliegengewicht
- Hernández, Aitor (* 1982), spanischer Radrennfahrer
- Hernández, Alejandro (* 1948), mexikanischer Fußballspieler
- Hernández, Alejandro (* 1977), mexikanischer Tennisspieler
- Hernández, Alejandro (* 1991), spanischer Eishockeyspieler
- Hernández, Alex (* 1999), mexikanischer Tennisspieler
- Hernández, Alfredo (1935–2003), mexikanischer Fußballspieler
- Hernández, Ana (* 1989), mexikanische Handballspielerin
- Hernández, Anabel (* 1971), mexikanische Journalistin
- Hernández, Anacamila (* 2004), mexikanische Fußballspielerin
- Hernández, Anaís (* 2001), chilenische Sprinterin
- Hernández, Anaysi (* 1981), kubanische Judoka
- Hernández, Ángel (* 1966), spanischer Weitspringer
- Hernández, Ángel Francisco Bocos (1883–1936), spanischer Oblate der Makellosen Jungfrau Maria, Märtyrer
- Hernández, Aníbal (* 1986), uruguayischer Fußballspieler
- Hernández, Anthony (* 2001), costa-ricanischer Fußballspieler
- Hernández, Antonio (* 1947), mexikanischer Radrennfahrer
- Hernández, Antonio (* 1953), spanischer Filmschauspieler, Filmregisseur und Drehbuchautor
- Hernandez, Antonio (* 1965), kubanischer Radrennfahrer
- Hernández, April Lee (* 1980), US-amerikanische Schauspielerin
- Hernández, Ariel (* 1972), kubanischer Boxer
- Hernández, Armando Javier (* 1974), mexikanischer Fußballspieler
- Hernández, Aurelio (* 1950), mexikanischer Fußballspieler
- Hernández, Benigno C. (1862–1954), US-amerikanischer Politiker
- Hernández, Bernardo (* 1942), mexikanischer Fußballspieler
- Hernandez, Callie (* 1988), US-amerikanische SchauspielerinCallie Hernandez (* 1988)

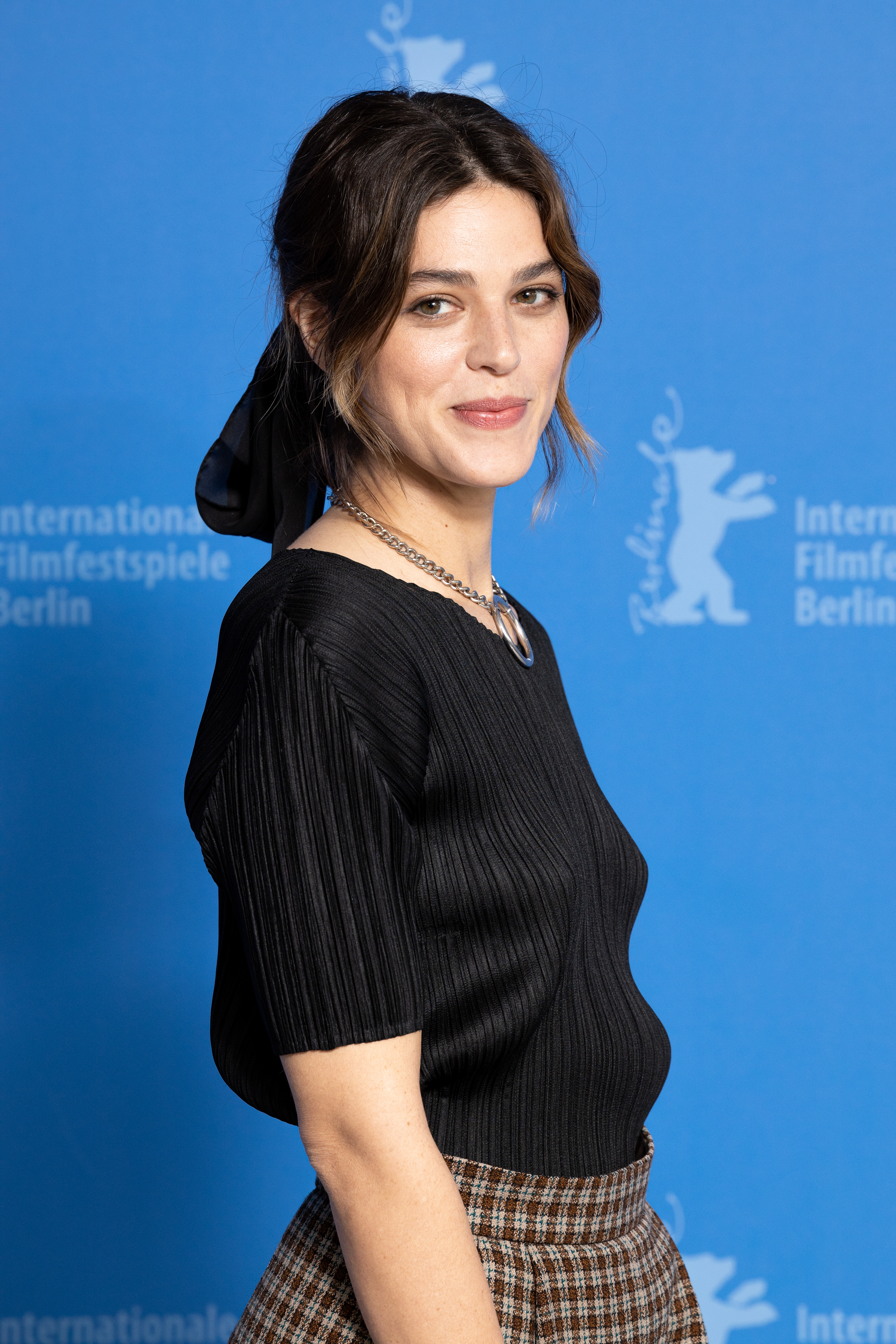
Callie Hernandez (* 1988)

- Hernández, Carlos (1939–2016), venezolanischer Boxer
- Hernández, Carlos (* 1998), kolumbianischer Mittelstreckenläufer
- Hernandez, Carlos Alberto (* 1971), US-amerikanischer Boxer im Superfedergewicht und Normalausleger
- Hernández, Carlos López (* 1945), spanischer Geistlicher, römisch-katholischer Bischof von Salamanca
- Hernández, Carlos Valverde (* 1982), costa-ricanischer Fußballspieler
- Hernández, Claudia (* 1975), salvadorianische Schriftstellerin
- Hernández, Crisleidy (* 1983), dominikanische Handballspielerin
- Hernández, Cucho (* 1999), kolumbianischer Fußballspieler
- Hernández, Dalia (* 1985), mexikanische Tänzerin und Schauspielerin
- Hernandez, David (* 1978), französischer Mathematiker
- Hernández, David Vega (* 1994), spanischer Tennisspieler
- Hernandez, Dewan (* 1996), US-amerikanischer Basketballspieler
- Hernandez, Diego (* 2005), US-amerikanischer Fußballspieler
- Hernandez, Drew Anthony, US-amerikanischer Schauspieler und Filmschaffender
- Hernández, Edgar (* 1977), mexikanischer Geher
- Hernández, Edwin (* 1986), mexikanischer Fußballspieler
- Hernández, Elías (* 1988), mexikanischer Fußballspieler
- Hernández, Emilio (* 1984), chilenischer Fußballspieler
- Hernández, Enrico (* 2001), niederländischer Fußballspieler
- Hernández, Erika (* 1999), panamaische Fußballspielerin
- Hernández, Ever Francisco (* 1958), salvadorianischer Fußballspieler
- Hernández, Felipe (* 1988), chilenischer Fußballspieler
- Hernández, Felisberto (1902–1964), uruguayischer Pianist und Schriftsteller
- Hernández, Fernando (* 1973), spanischer Handballspieler
- Hernández, Fernando (* 1983), mexikanischer Fußballschiedsrichter
- Hernández, Gabriel (* 1949), mexikanischer Geher
- Hernández, Gaspar (1798–1858), peruanischer Priester, Pädagoge und Politiker
- Hernandez, Genaro (1966–2011), US-amerikanischer Boxer
- Hernandez, Gérard (* 1933), französischer Schauspieler
- Hernandez, Gilbert (* 1957), US-amerikanischer Comiczeichner
- Hernández, Gilberto (* 1970), mexikanischer Schachspieler und -trainer
- Hernández, Gilberto (1997–2023), panamaischer Fußballspieler
- Hernandez, Gino (1957–1986), US-amerikanischer Wrestler
- Hernández, Giovani (* 1993), mexikanischer Fußballspieler
- Hernández, Giovanni (* 1976), kolumbianischer Fußballspieler
- Hernández, Glenhis (* 1990), kubanische Taekwondoin
- Hernández, Héctor (1935–1984), mexikanischer Fußballspieler
- Hernández, Horacio (* 1963), kubanischer Schlagzeuger und Perkussionist
- Hernández, Hugo († 2022), mexikanischer Fußballtrainer
- Hernández, Igor (* 1977), venezolanischer Beachvolleyballspieler
- Hernández, Israel (* 1970), kubanischer Judoka
- Hernández, Iván (* 1982), mexikanischer Boxer
- Hernandez, Jacqueline (* 1992), US-amerikanische Snowboarderin
- Hernandez, Jaime (* 1959), US-amerikanischer Comiczeichner
- Hernández, Jairo (* 1972), kolumbianischer Radrennfahrer
- Hernández, Javier (* 1961), mexikanischer Fußballspieler
- Hernández, Jay (* 1978), mexikanisch-US-amerikanischer SchauspielerJay Hernández (* 1978)

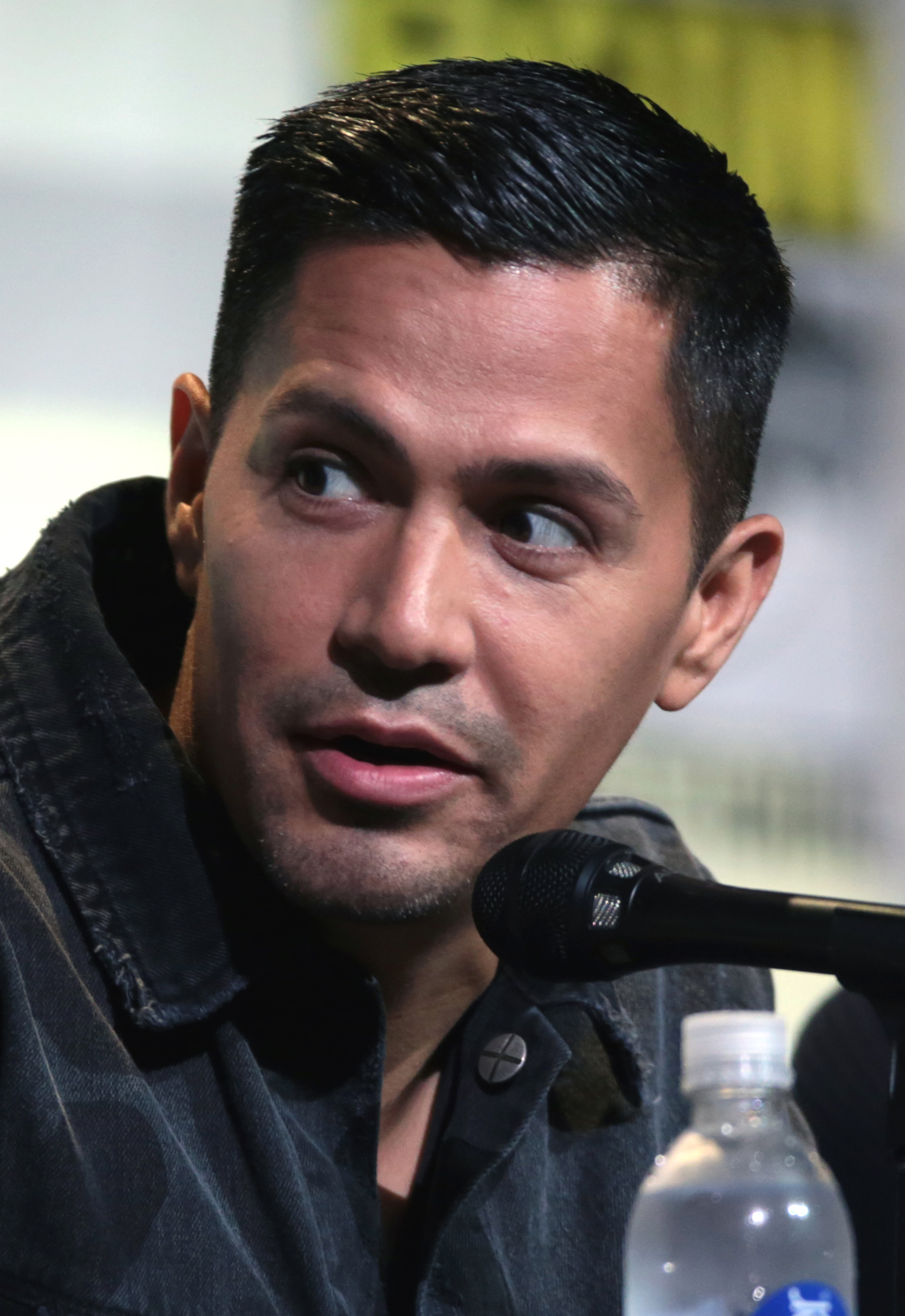
Jay Hernández (* 1978)

- Hernández, Jesús (* 1981), spanischer Radrennfahrer
- Hernández, Jorge (* 1948), kolumbianischer Radrennfahrer
- Hernández, Jorge (1954–2019), kubanischer Boxer
- Hernández, José (1834–1886), argentinischer Journalist und Dichter
- Hernández, José (1944–2013), spanischer Maler und Plastiker
- Hernández, José (* 1990), dominikanischer Tennisspieler
- Hernández, José Gregorio (1864–1919), venezolanischer Mediziner; wird als Nationalheiliger Venezuelas verehrt
- Hernández, José María (1942–2010), dominikanischer Geschäftsmann und Politiker
- Hernández, José Moreno (* 1962), US-amerikanischer AstronautJosé Moreno Hernández (* 1962)

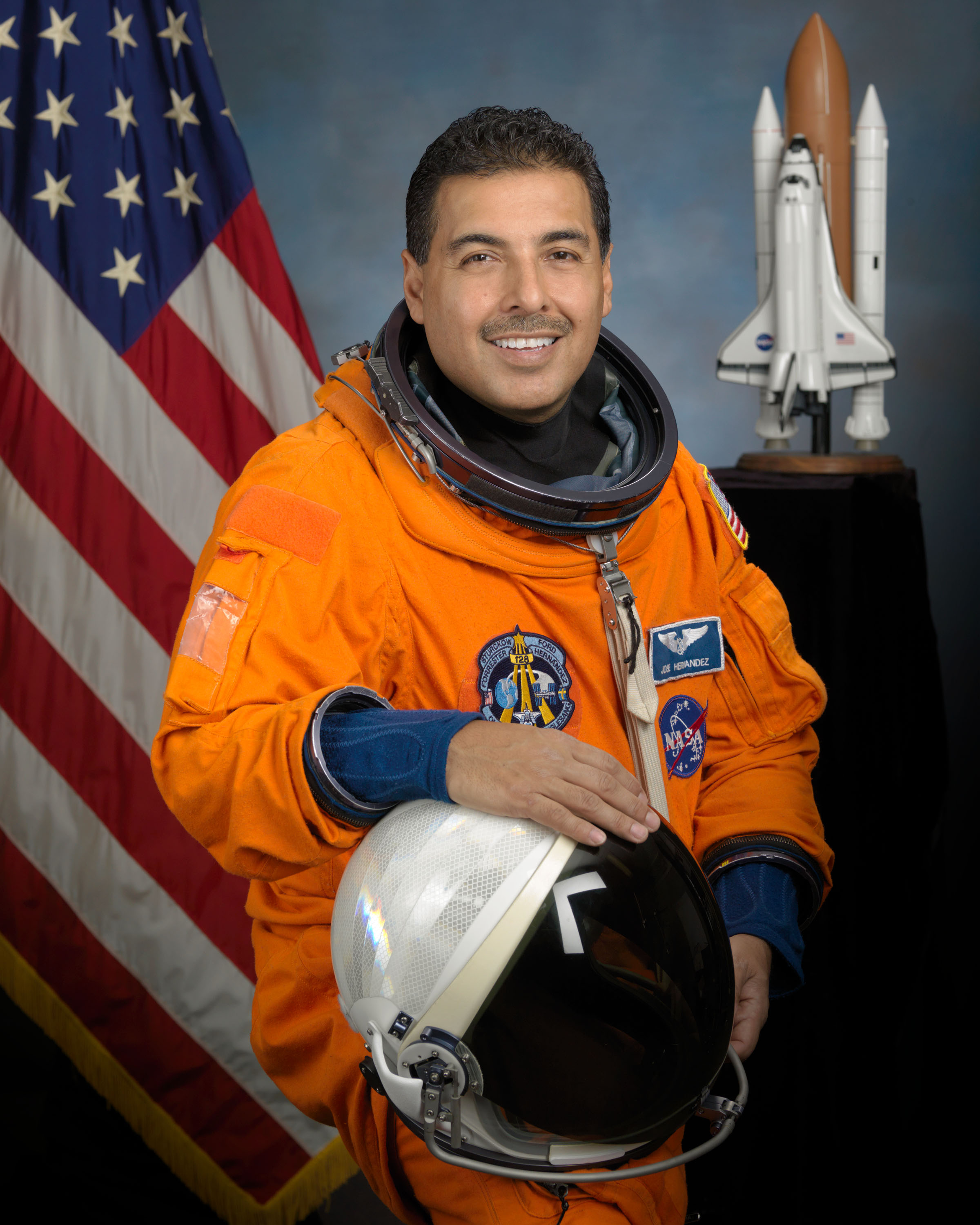
José Moreno Hernández (* 1962)

- Hernández, Joseph Marion (1788–1857), US-amerikanischer Politiker
- Hernández, Juan Antonio (* 1978), honduranischer Drogenhändler, Rechtsanwalt, Politiker und Abgeordneter
- Hernández, Juan Bautista (* 1962), kubanischer Boxer
- Hernández, Juan Carlos (* 1959), chilenischer Fußballspieler
- Hernández, Juan Martín (* 1982), argentinischer Rugbyspieler
- Hernández, Juan Orlando (* 1968), honduranischer Rechtsanwalt und Politiker der konservativen Partido Nacional de Honduras
- Hernández, Juano (1896–1970), puerto-ricanischer Schauspieler
- Hernández, Julián (* 1972), mexikanischer Filmregisseur und Filmproduzent
- Hernández, Julio Alberto (1900–1999), dominikanischer Komponist und Pianist
- Hernández, Karen (* 1994), mexikanische Fußballschiedsrichterin
- Hernández, Lácides Alvarez (* 1965), kolumbianischer Sozialunternehmer und Theologe
- Hernández, Laura (* 1995), spanische Sprinterin
- Hernandez, Laurie (* 2000), US-amerikanische Turnerin
- Hernandez, Lenny, US-amerikanischer Schauspieler, Hörfunkmoderator und Podcaster
- Hernández, Leonardo, kubanischer Radrennfahrer
- Hernandez, Lilimar (* 2000), venezolanische Schauspielerin
- Hernández, Lucas (* 1992), uruguayischer Fußballspieler
- Hernández, Lucas (* 1996), französischer FußballspielerLucas Hernández (* 1996)

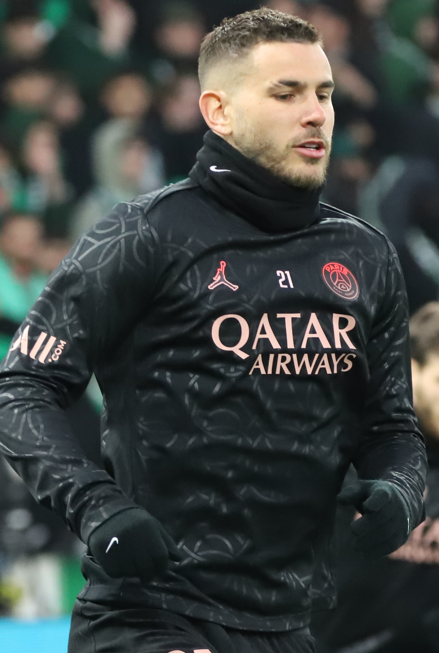
Lucas Hernández (* 1996)

- Hernández, Luis (* 1955), mexikanischer Langstreckenläufer
- Hernández, Luis (* 1968), mexikanischer Fußballspieler
- Hernández, Luis (* 1984), venezolanischer Baseballspieler
- Hernández, Luis (* 1989), spanischer Fußballspieler
- Hernández, Luis José (* 1996), spanischer Eishockeyspieler
- Hernández, Marcos (* 1982), US-amerikanischer Sänger mexikanischer Abstammung
- Hernández, María de la Paz (* 1977), argentinische Hockeyspielerin
- Hernández, María Julia (1939–2007), salvadorianische Menschenrechtsaktivistin
- Hernández, Maridalia (* 1959), dominikanische Sängerin
- Hernández, Mario (1924–2013), puerto-ricanischer Musiker und Komponist
- Hernández, Mario Fernando (1966–2008), honduranischer Politiker
- Hernández, Martín (* 1964), mexikanischer Hörfunkmoderator und Toningenieur
- Hernández, Martín (* 1992), mexikanischer Schauspieler
- Hernández, Maximiliano (* 1973), US-amerikanischer SchauspielerMaximiliano Hernández (* 1973)

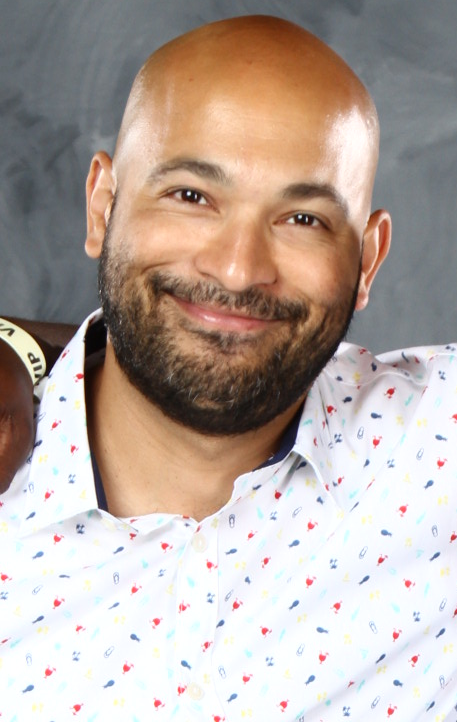
Maximiliano Hernández (* 1973)

- Hernández, Melissa (* 2001), kubanische Speerwerferin
- Hernández, Melitón (* 1982), mexikanischer Fußballtorhüter
- Hernández, Miguel (1910–1942), spanischer Dichter und Dramatiker
- Hernández, Miguel (* 1977), mexikanischer Fußballschiedsrichterassistent
- Hernández, Miguel Javid (* 1976), mexikanischer Fußballspieler
- Hernandez, Moises (* 1992), guatemaltekischer Fußballspieler
- Hernández, Natasha (* 1966), venezolanische Judoka
- Hernández, Nayelly (* 1986), mexikanische Squashspielerin
- Hernández, Nico (* 1996), US-amerikanischer Boxer
- Hernández, Nieves (1901–1986), mexikanischer Fußballspieler
- Hernández, Noé (1978–2013), mexikanischer Leichtathlet
- Hernandez, Norma G. (* 1934), US-amerikanische Mathematikerin und Hochschullehrerin
- Hernandez, Nouria (* 1957), Schweizer Biologin
- Hernández, Oihane (* 2000), spanische Fußballspielerin
- Hernández, Omar (* 1962), kolumbianischer Radrennfahrer
- Hernández, Onel (* 1993), deutsch-kubanischer Fußballspieler
- Hernández, Oscar (* 1954), US-amerikanischer Latin Jazz und Salsa Pianist und Bandleader
- Hernández, Óscar (* 1978), spanischer Tennisspieler
- Hernández, Pablo (1940–2021), kolumbianischer Radrennfahrer
- Hernández, Pablo (* 1985), spanischer Fußballspieler
- Hernández, Pablo (* 1986), argentinisch-chilenischer Fußballspieler
- Hernández, Patricio (* 1956), argentinischer Fußballspieler und -trainer
- Hernandez, Patrick (* 1949), französischer Sänger
- Hernández, Ramón (* 1972), puerto-ricanischer Beachvolleyballspieler
- Hernández, Regino (* 1991), spanischer Snowboarder
- Hernández, René (1916–1987), kubanischer Pianist und Arrangeur
- Hernández, René (* 1987), kubanischer Wasserspringer
- Hernández, Roberto (* 1964), chilenischer Fußballspieler
- Hernández, Roberto (1967–2021), kubanischer Leichtathlet
- Hernández, Roberto (* 1994), uruguayischer Fußballspieler
- Hernández, Rodolfo (1945–2024), kolumbianischer Bauingenieur, Geschäftsmann und Politiker
- Hernández, Rogelio (1930–2011), spanischer Synchronsprecher und Schauspieler
- Hernández, Ronald (* 1997), venezolanischer Fußballspieler
- Hernández, Rubén Darío (* 1965), kolumbianischer Fußballspieler
- Hernández, Sandra (* 1997), spanische Fußballspielerin
- Hernández, Sebastián (* 1986), kolumbianischer Fußballspieler
- Hernández, Sergey (* 1995), spanischer HandballspielerSergey Hernández (* 1995)

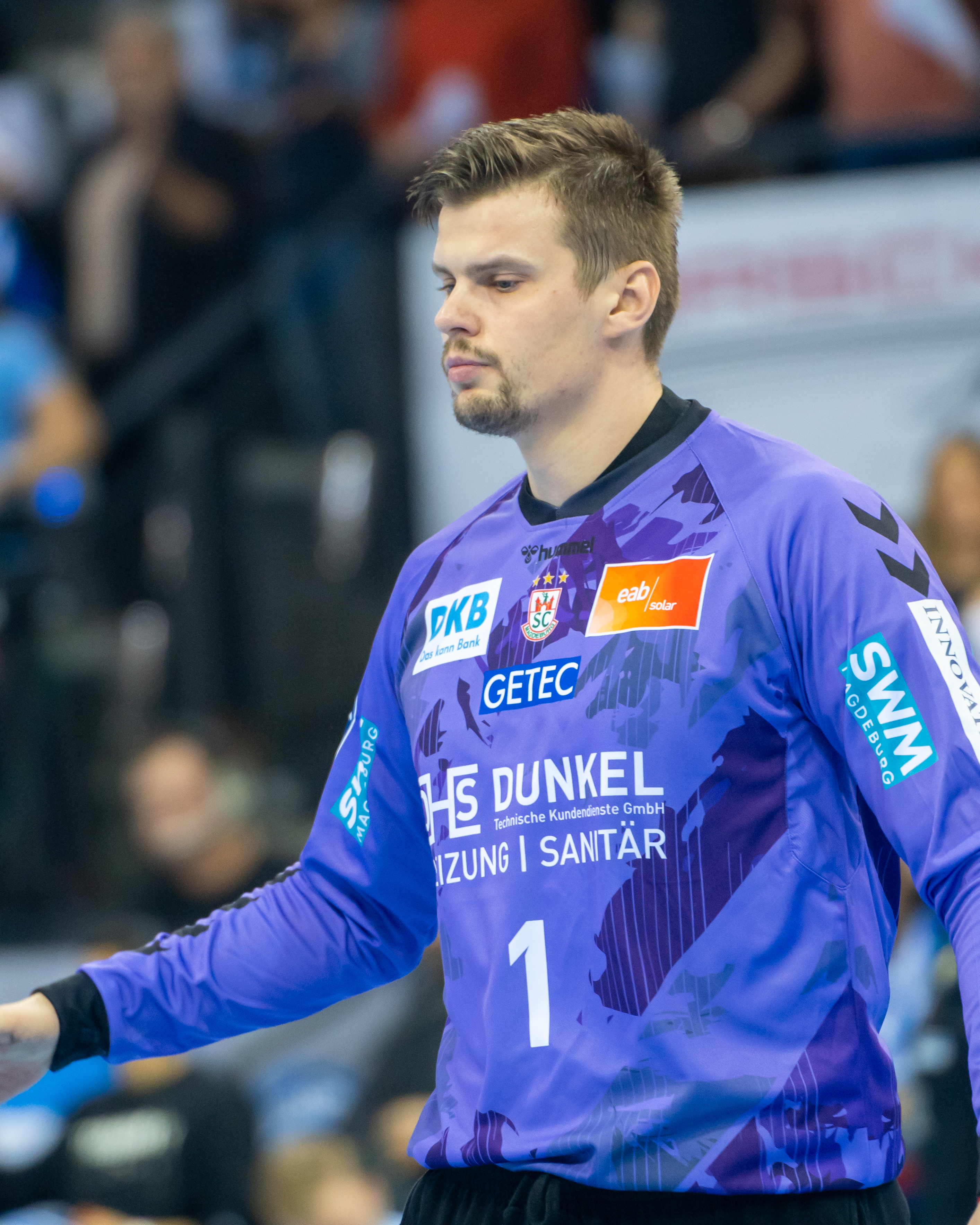
Sergey Hernández (* 1995)

- Hernández, Sergio, dominikanischer Sänger
- Hernández, Sergio (* 1983), spanischer Autorennfahrer
- Hernández, Severo (1940–2022), kolumbianischer Radsportler
- Hernández, Stefany (* 1991), venezolanische BMX-Fahrerin
- Hernández, Susana (* 1999), mexikanische Weitspringerin
- Hernandez, Teo (1939–1992), mexikanischer Filmemacher, Fotograf und Schriftsteller
- Hernández, Théo (* 1997), französischer FußballspielerThéo Hernández (* 1997)

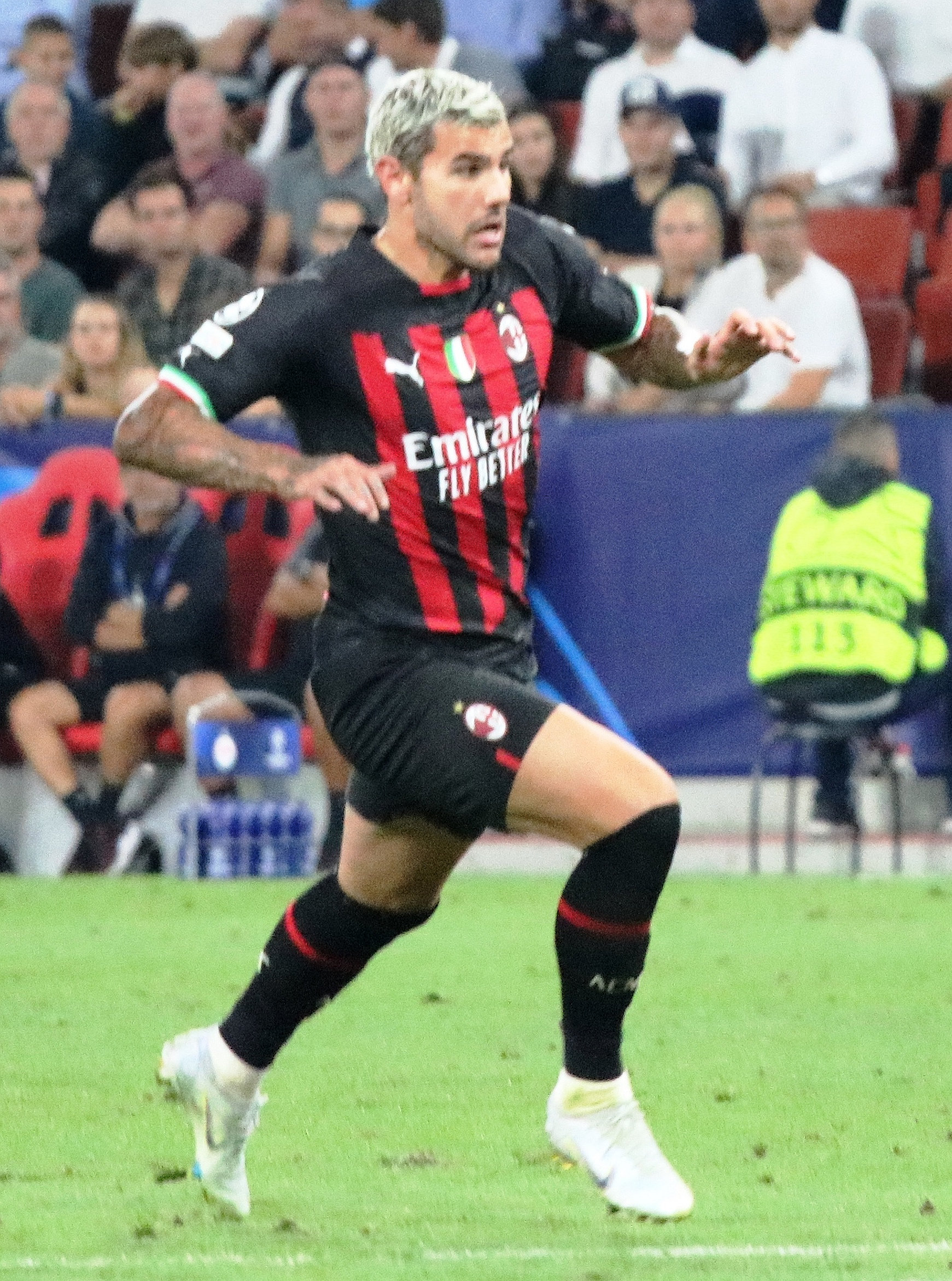
Théo Hernández (* 1997)

- Hernández, Tomás (1930–1982), spanischer Fußballspieler
- Hernandez, Uwel (* 1992), deutscher Boxer
- Hernández, Víctor Hugo (* 1986), mexikanischer Fußballtorwart
- Hernández, Walter, uruguayischer Fußballspieler
- Hernandez, Will (* 1995), US-amerikanischer American-Football-Spieler
- Hernández, Yampier (* 1984), kubanischer Boxer
- Hernández, Yoan Pablo (* 1984), kubanisch-deutscher Boxer
- Hernández, Yoel (* 1977), kubanischer Hürdenläufer
- Hernández, Yonny (* 1988), kolumbianischer Motorradrennfahrer
- Hernández, Yuniel (* 1981), kubanischer Hürdenläufer
- Hernández-Foster, Kobe (* 2002), amerikanisch-honduranischer Fußballspieler
- Hernando de Lerma (1541–1591), spanischer Konquistador, Gouverneur des Gobernación del Tucumán (1577–1582)
- Hernando, Francisco (1945–2020), spanischer Bauunternehmer
- Hernando, Luis Alberto (* 1977), spanischer Biathlet, Trail- und Bergläufer
- Hernanes (* 1985), brasilianischer Fußballspieler
- Hernangómez, Juan (* 1995), spanischer BasketballspielerJuan Hernangómez (* 1995)

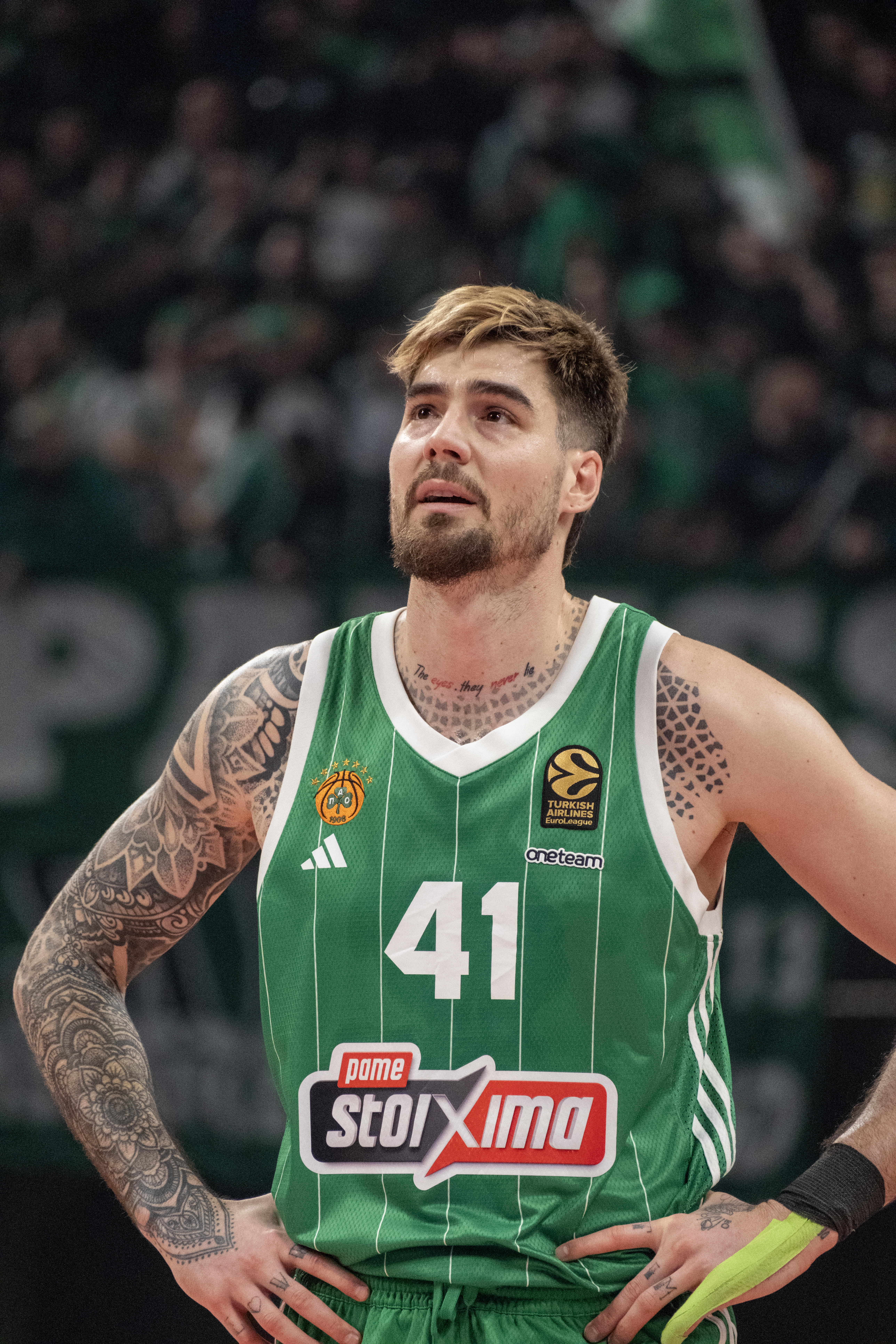
Juan Hernangómez (* 1995)

- Hernangómez, Willy (* 1994), spanischer Basketballspieler
- Hernaus, Marvin (* 2001), österreichischer Fußballspieler

### Hernd
- Herndl, Gerhard (* 1956), österreichischer Meeresbiologe
- Herndler, Christoph (* 1964), österreichischer Komponist und Musiker
- Herndlhofer, Bernd (* 1990), österreichischer Rennfahrer
- Herndon, Chris (* 1996), US-amerikanischer American-Football-Spieler
- Herndon, Holly (* 1980), amerikanische Komponistin, Musikerin und Klangkünstlerin
- Herndon, James (* 1952), US-amerikanischer Medienpsychologe
- Herndon, John Michael (1955–2022), US-amerikanischer Schauspieler
- Herndon, Kelly (* 1976), US-amerikanischer American-Football-Spieler
- Herndon, Thomas (1937–1981), US-amerikanischer Opernsänger (Tenor)
- Herndon, Thomas (* 1985), US-amerikanischer Student
- Herndon, Thomas H. (1828–1883), US-amerikanischer Rechtsanwalt und Politiker (Demokratische Partei)
- Herndon, Ty (* 1962), amerikanischer Country-Sänger
- Herndon, William Lewis (1813–1857), Entdecker und Seemann der United States Navy
- Herndon, William S. (1835–1903), US-amerikanischer Politiker

### Herne
- Herneck, Friedrich (1909–1993), deutscher Wissenschaftshistoriker
- Hernegger, Rudolf (1919–2012), deutscher Sachbuchautor
- Herneisen, Andreas (1538–1610), deutscher Maler
- Herneith, altägyptische Königin
- Hernek, István (1935–2014), ungarischer Kanute
- Hernen, Johann von, Abt des Klosters Werden
- Herner, Heinrich (1870–1958), deutscher Schiffbauingenieur
- Herner, Julius (1866–1950), deutscher Solo-Cellist
- Herner, Karl (1836–1906), deutscher Geiger, Repetitor, Chordirektor und Musikdirektor sowie Komponist
- Hernes, Gudmund (* 1941), norwegischer Politiker und Soziologie-Professor
- Hernes, Helga (* 1938), norwegische Politologin, Diplomatin und Politikerin
- Hernes, Travis (* 2005), norwegischer Fußballspieler

### Herng
- Herngren, Felix (* 1967), schwedischer Regisseur, Filmschauspieler, Drehbuchautor und Komiker
- Herngren, Måns (* 1965), schwedischer Filmschauspieler, Regisseur und Drehbuchautor

### Herni
- Hernig, Marcus (* 1968), deutscher Autor
- Hernig, Mario (* 1959), deutscher Radrennfahrer
- Hernisz, Stanisław († 1866), polnischer Freiheitskämpfer

### Hernl
- Hernlund, Ferdinand (1837–1902), schwedischer Landschaftsmaler und Illustrator

### Hernq
- Hernquist, Lars (* 1954), US-amerikanischer theoretischer Astronom und Astrophysiker

### Herns
- Hernsheim, Eduard (1847–1917), deutscher Handelskaufmann und Reeder
- Hernsheim, Franz (1845–1909), deutscher Handelskaufmann und Reeder
- Hernskog, Carin (* 1963), schwedische Freestyle-Skisportlerin

### Hernt
- Herntier, Christine (* 1957), deutsche Unternehmerin, Kommunalpolitikerin und Bürgermeisterin von SprembergChristine Herntier (* 1957)

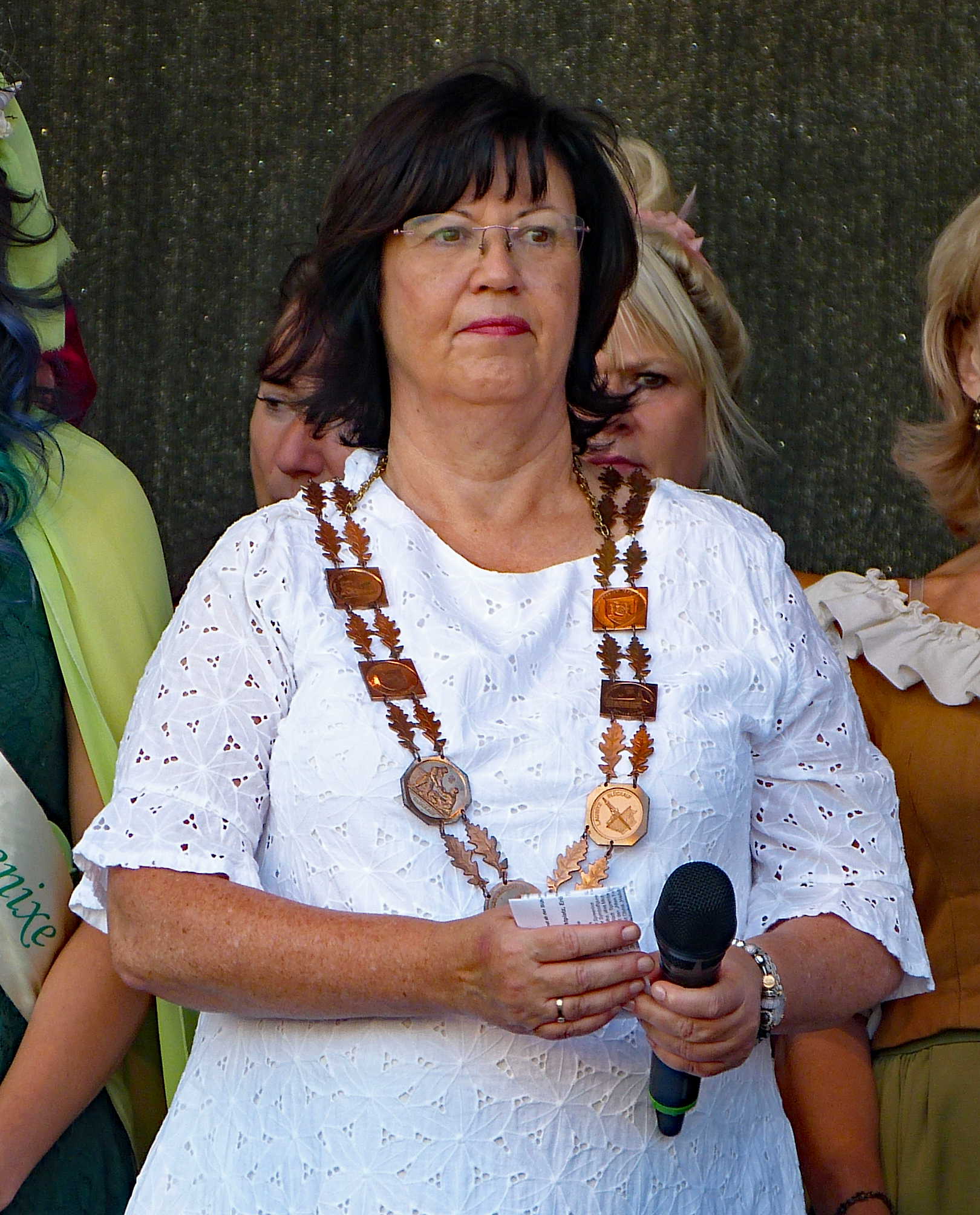
Christine Herntier (* 1957)

- Herntrich, Volkmar (1908–1958), deutscher evangelischer Theologe, Landesbischof in Hamburg

### Hernu
- Hernu, Charles (1923–1990), französischer Politiker der Sozialisten, Mitglied der Nationalversammlung
- Hernu, Laurent (* 1976), französischer Zehnkämpfer

### Herny
- Hernych, Jan (* 1979), tschechischer Tennisspieler